# 佐野房綱
佐野 房綱（さの ふさつな）は、戦国時代から江戸時代初期にかけての武将。天徳寺宝衍もしくは天徳寺了伯と号したが、房綱本人のものと思われる大半の書状には「宝衍」と記されている一方、「了伯」は『唐沢城老談記』『唐沢軍談』などである。佐野氏の家督を継承後に「房綱」を名乗ったとされる。なお本項では、房綱と統一して記述する。

## 生涯

### 佐野昌綱の時代
永禄元年（1558年）、下野国の戦国大名・佐野氏第13代当主・佐野泰綱(一説には兄・佐野豊綱)の子として誕生。
はじめ兄で第15代当主・佐野昌綱に仕えた。昌綱には弟が二人おり、その天徳寺（房綱）と遊願寺の両人は、武者修行のために諸国を回り、遊願寺は武田信玄に仕え、次に上杉謙信に千貫で召し抱えられ、与力と歩弓を預けられ、謙信公の長刀の師範とされたが、直江山城守に謀殺されたと伝わる。また房綱も武田信玄、上杉謙信に面会したが、両人とも厳しくゆるみない様子であり、顔をあげて対面しようとしたものの、威に打たれてできなかったと伝わる。

### 佐野宗綱の時代
天正年間前期、昌綱の子・佐野宗綱の代に出奔し、織田信長に仕えたとされる。ただし、天正5年（1577年）に上杉謙信の家臣・蓼沼日向守に書状を送り、天正7年（1579年）には北条氏政から書状を送られ、その後も佐竹氏や結城氏との外交文書のやり取りを交わしており、出奔せず宗綱の下で佐野氏の外交を担っていたとする説もある。
天正10年（1582年）の甲斐武田氏滅亡により上野国に織田氏家臣の滝川一益が入国すると、同年4月これに同行/伺候し、太田資正・梶原政景父子や里見義頼と織田氏の間を取り持つなど一益の与力として活躍した。しかし同年6月2日本能寺の変が起こり一益が伊勢へ脱出すると、房綱は宗綱の元に戻り、これを補佐した。

### 佐野家の家督問題
天正13年（1585年）元旦、嫡子のいない当主・宗綱が長尾顕長に敗れ討死すると、佐野家中では御家安泰のために、北条氏康の六男北条氏忠を養嗣子に迎えて家督を継がせようという意見があった。これに対し房綱は佐竹義重の息子を迎えることを主張し、山上道及らと共に佐竹派を形成した。この過程で道及は上洛、天正14年（1586年）5月25日に羽柴秀吉から惣無事令を入手、使者として奥州、関東の領主の元に使者として赴いている（秋田藩家蔵文書）。この対立は11ヶ月にも及んだが、北条氏は4月と8月に佐野攻めを行っており、11月10日には北条氏忠が正式に佐野氏を継承し、宝衍・道及は佐野家を出奔し中央に出て秀吉に仕えている。
なお5月25日の書状において羽柴秀吉は「佐野のことについては異議がないことは尤もである」と述べているが、これについて、5月25日の文書は羽柴秀吉は佐竹氏の佐野家家督継承を認める裁定と惣無事令を関東諸将に伝えるものであったという説と、山上道及は既に出奔して秀吉に仕えており5月25日の文書は秀吉家臣としての立場から北条（佐野）氏忠の佐野氏継承を認める裁定を関東諸将に伝えるものであったという説とがある。

### 豊臣氏による小田原征伐
天正15年（1587年）には、すでに秀吉に仕えており、京都で自らルイス・フロイスと面会、佐野領奪還とその際のキリスト教保護の意向を示している。
フロイスの『日本史』では、「天徳寺と称する坂東の一人の貴人が3、4度、司祭を訪ねて来た。彼は思慮分別のある人物で、今なお繁栄している坂東随一の大学、足利学校の第一人者であった。知識欲が旺盛なためにヨーロッパの諸事ならびに我らの教えについて質問し、」と描かれている。
天正18年（1590年）頃、秀吉から関東の詳細図の作成を命ぜられると、房綱は山上道及に依頼し、福地、田口、高山、浅野ら諸将と共に、関東諸国の山河、城、街道を詳細に色分けして描き、加藤清正に提出した。そのときの下野部分の下書き絵図が佐野椿田の福地家に伝えられている。
豊臣氏による小田原征伐がおこると、房綱と道及は佐野家に対して呼びかけたが、少数の兵しか集まらず秀吉に落胆されたと伝わる。房綱は東山道から上野・信濃に入った前田利家･上杉景勝に同道しており大胡城（上野）近辺にだされた秀吉禁制の奏者を務めた。同年4月28日の唐沢山城落城の際には房綱がこれを請け取った。同年6月からは、石田三成のもと忍城（武蔵）の水攻めに加わった。
同年7月5日の小田原城落城後、豊臣秀吉が奥州平定のため下野に寄った時（宇都宮仕置）、上杉謙信と武田信玄のどちらが強かったかという話に対し、房綱は「謙信が越山して関東に入ると聞くと諸豪族は身構え、三国峠を越えて帰ると聞くと大夕立の雷鳴がした跡のようで、ようやく息をつく。」と述べたところ、秀吉は「両雄とも既に生きていないが、生きていれば私の部下にならなければならず死んで幸せだった。」と述べている。

### 佐野家継承
北条氏の降伏後、房綱は秀吉から佐野氏の名代に任ぜられ、佐野(北条)氏忠の領地である3万9,000石の所領及び家督を事実上継ぐことを許された。しかし房綱は天正18年8月に「佐野氏の名跡（家督）は秀吉に一任しているが、今年と来年は自分に申し付けられることになる」と述べ、天正20年（1592年）には「秀吉の御意を得て修理大夫（養子の信種→信吉）に家督を譲れるように奔走している」と述べており、房綱は2年間に限定された名代であったようである。
唐沢山城に入ると北条氏忠に追放された旧佐竹派の家臣を呼び戻して領国の立て直しを図り、房綱には子がいなかったため秀吉の家臣・富田信高の弟に当たる信種を養嗣子として迎え、約束の期限である天正20年（1592年）9月22日に信吉（信種が改名）に家督を譲って隠居した。
慶長6年（1601年）、死去。

## 小説
- 伊東潤 『見えすぎた物見』（『城を噛ませた男』収録の短編）